# Liste von Persönlichkeiten der Stadt Melle
Diese Liste von Persönlichkeiten der Stadt Melle versammelt die Ehrenbürger, Söhne und Töchter der Stadt – ohne Anspruch auf Vollständigkeit – sowie weitere Personen, die mit der Stadt Melle verbunden sind.

## Ehrenbürger

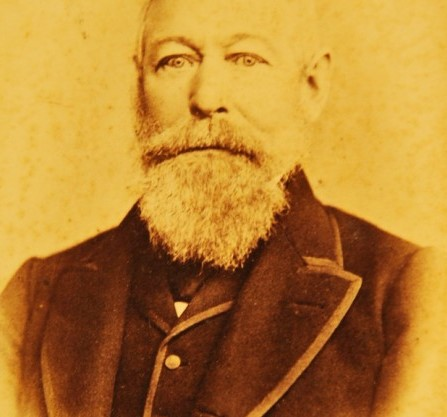
Johann-Heinrich Bitter
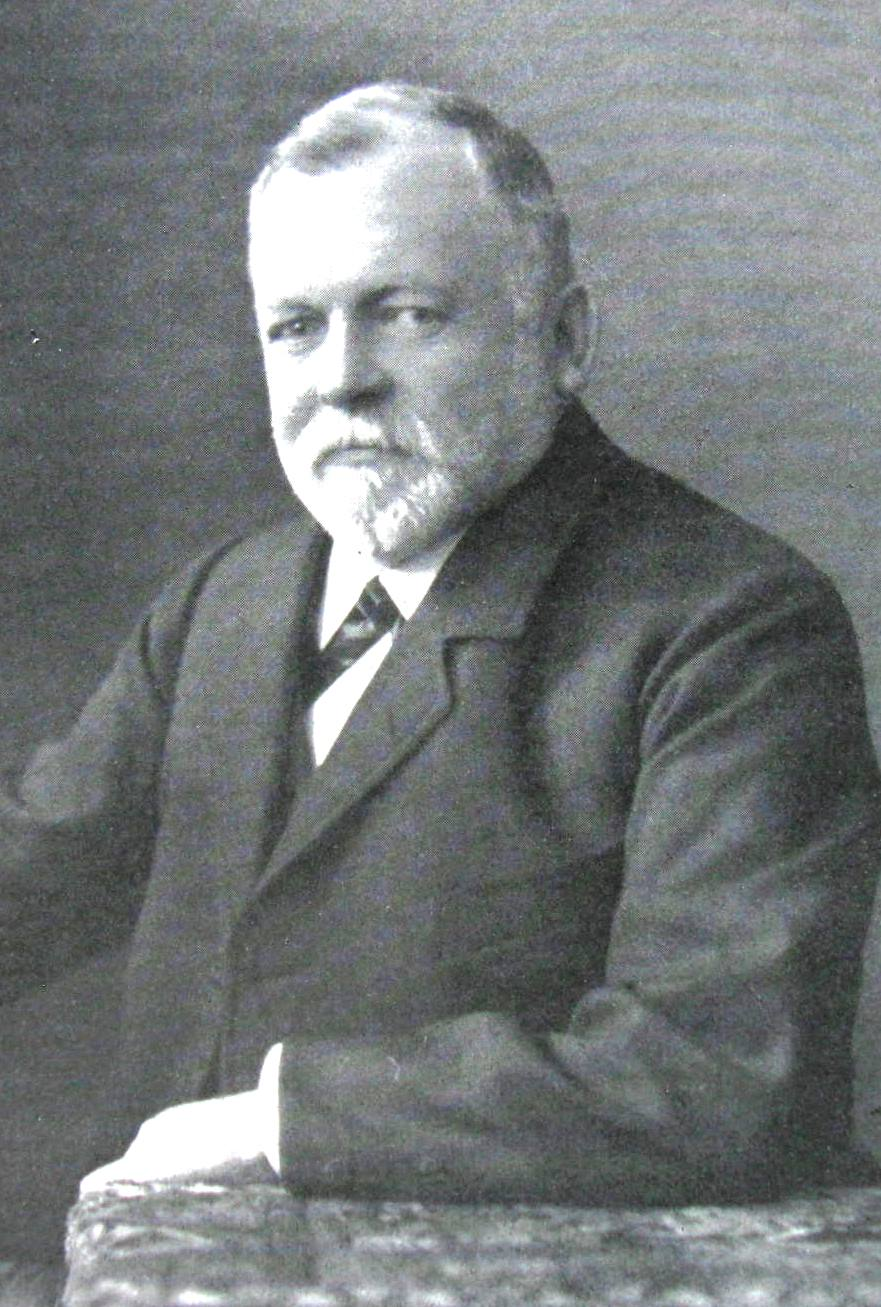
Carl Starcke
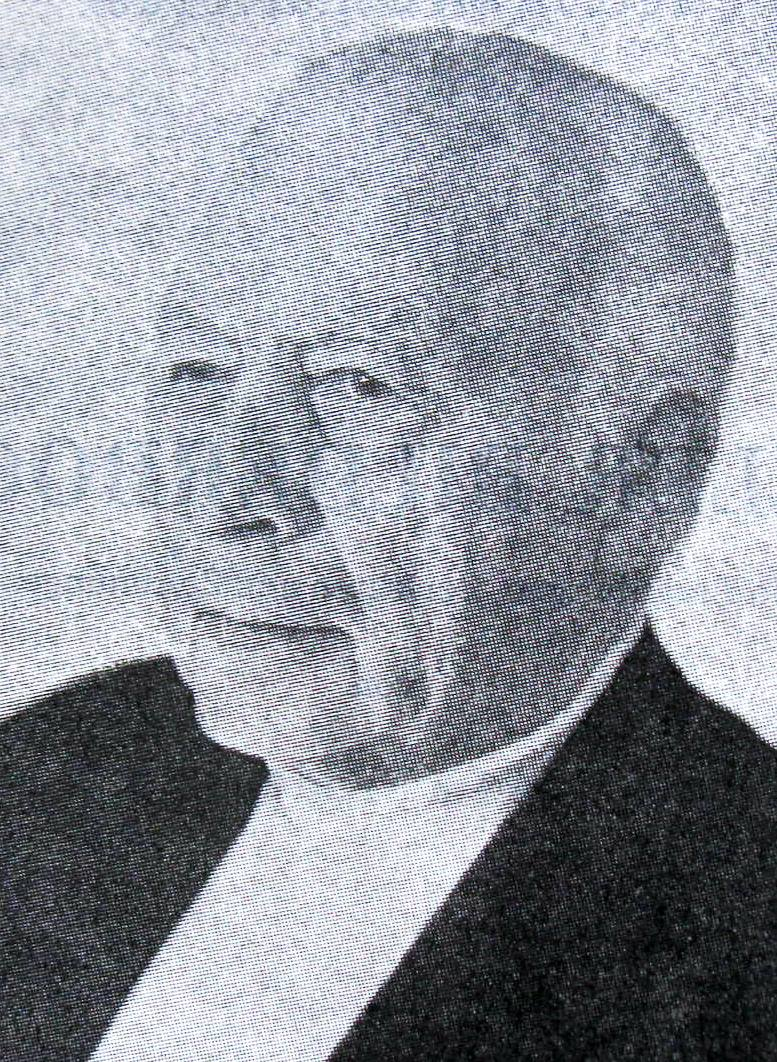
Wilhelm Fredemann
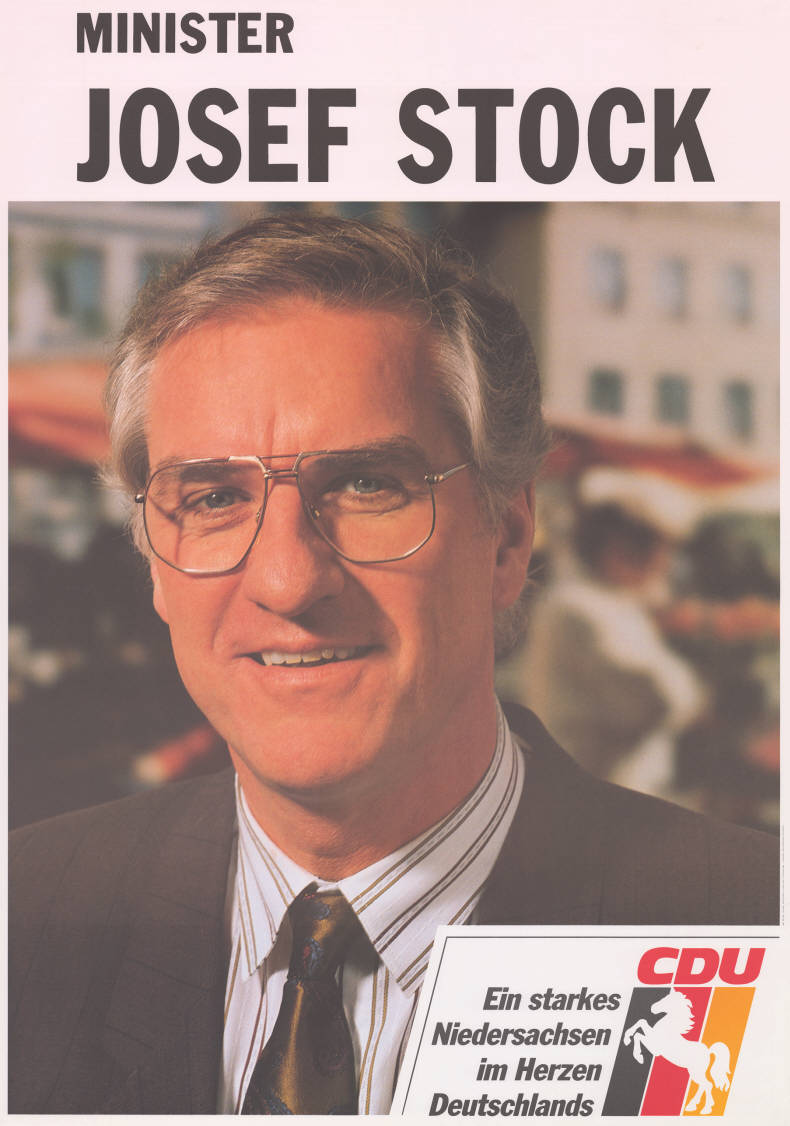
Josef Stock

Das Ehrenbürgerrecht wurde 1869 in Melle zum ersten Mal verdienten Bürgern bei kommunalen Veranstaltungen und großen Feiern verliehen.
1. Justus Dieterich Block (* 20. März 1788; † 10. Juni 1871), Consistorialrat und Superintendent
Verleihung am 26. Oktober 1869
2. Johann Heinrich Bitter (* 25. Juli 1804; † 18. September 1883), Geheimer Sanitätsrat
Verleihung am 4. Februar 1876
3. August Titgemeyer (* 22. Juli 1834; † 11. August 1919), Kaufmann und Bürgervorsteher
Verleihung am 22. Juli 1914
4. Carl Starcke (* 17. Februar 1845; † 26. Juli 1934), Fabrikant und Senator
Verleihung am 26. Oktober 1923
5. Conrad Caesmann (* 4. März 1852; † 12. Juli 1936), Bäckermeister und Senator
Verleihung am 8. Januar 1923
6. Ernst Ebermeier (* 27. Juli 1862; † 14. Januar 1936), Apothekenbesitzer und Senator
Verleihung am 27. Juli 1932
7. Heinrich Budke (* 17. November 1860; † 21. August 1934), Konrektor a. D. und ehemaliger Senator
Verleihung am 2. August 1933
8. Johann Uttinger (* 3. August 1879; † 23. Oktober 1968), ehemaliger kaufmännischer Angestellter und Bürgermeister
Verleihung am 3. August 1964
9. Maria Heilmann (* 8. November 1887; † 12. März 1969), Historikerin, Trägerin des Niedersächsischen Verdienstordens 1. Klasse[2]
Verleihung am 5. Juni 1968
10. Wilhelm Fredemann (* 15. April 1897; † 11. Oktober 1984), ehemaliger Realschulrektor, Schriftsteller und Historiker
Verleihung am 14. April 1977
11. Josef Stock (* 11. Juli 1938; † 18. August 2025), ehemaliger Innenminister und stellvertretender Ministerpräsident Niedersachsens, ehemaliger Bürgermeister der Stadt Melle
Verleihung am 27. Juni 2007

Folgende Eintragungen wurden nach dem Zweiten Weltkrieg durch Stadtratsbeschluss von der Liste entfernt
1. Hermann Göring (* 12. Januar 1893; † 15. Oktober 1946), Feldmarschall
Verleihung am 31. Oktober 1937
2. Baldur von Schirach (* 9. Mai 1907; † 8. August 1974), Reichsjugendführer der NSDAP
Verleihung am 31. Oktober 1937
3. Carl Röver  (* 12. Februar 1889; † 15. Mai 1942), NSDAP-Leiter des Gaus Weser-Ems
Verleihung am 31. Oktober 1937

## Bürgermeister

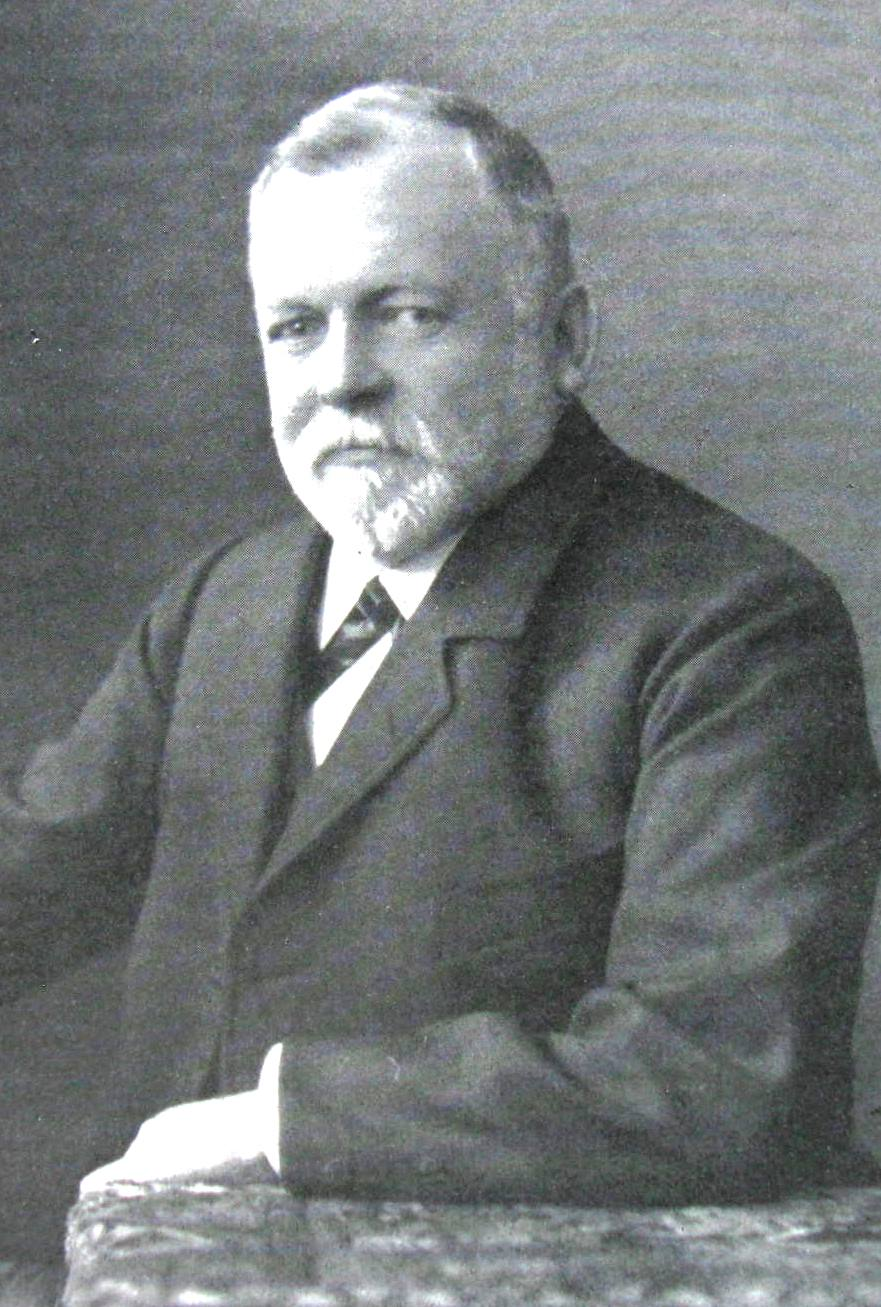
Carl Starcke
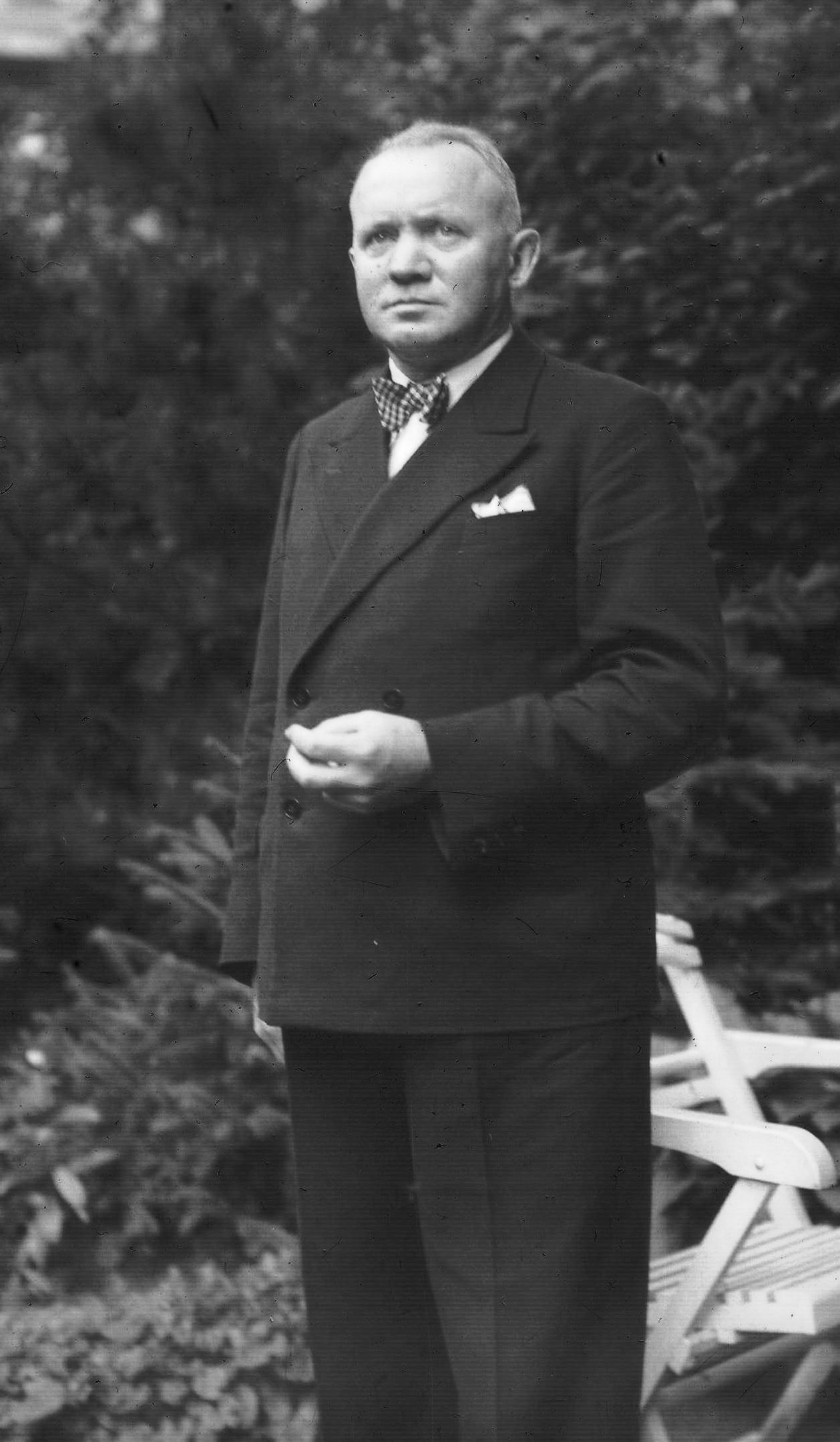
Gerhard Kohnert
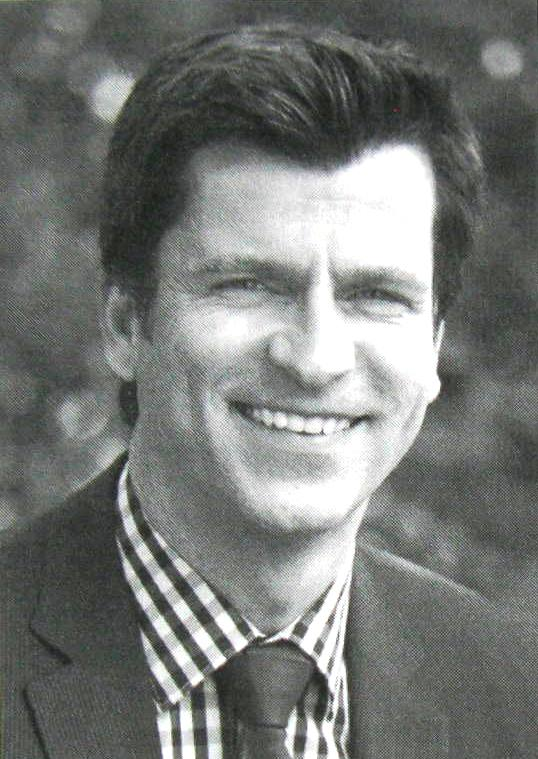
André Berghegger

Die Bürgermeister von Melle sind seit 1488 namentlich belegt. Nachfolgend eine Auflistung der Personen der vergangenen 200 Jahre:
| - 1814–1832 Friedrich Joachim Becker - 1827–1832 Friedrich Bückendorf - 1832–1832 Heinrich Stein - 1832–1845 Eduard Jäger - 1846–1852 Christian Meyer - 1852–1865 […] Eitzen - 1865–1868 Friedrich Tilemann - 1868–1869 […] Hintze - 1869–1871 Senatoren Helling und Brune - 1871–1889 Regierungsrat Jäger - 1889–1891 […] Klusmann - 1891–1914 Heinrich Deetjen - 1914–1931 Hans Meyer zum Gottesberge - 1931–1931 […] Petersen - 1931–1933 Hans Gerhard | - 1933–1935 Hermann von der Forst - 1935–0000 […] Markmann - 1935–1945 Helmut Lindemann - 1945–0000 Carl Starcke - 1945–1946 Freiherr von Massenbach - 1946–0000 Gerhard Kohnert - 1946–1952 Johann Uttinger - 1952–1956 Hermann Meyer-Rabingen - 1956–1964 Johann Uttinger - 1964–1972 Heinrich Zeese - 1972–1996 Clemens Schwertmann (CDU), 1996 bis 2010† Ehrenbürgermeister - 1997–2006 Josef Stock (CDU) - 2006–2013 André Berghegger (CDU) - 2014–2021 Reinhard Scholz (CDU) - seit 2021 Jutta Dettmann (SPD) |

## Söhne und Töchter der Stadt

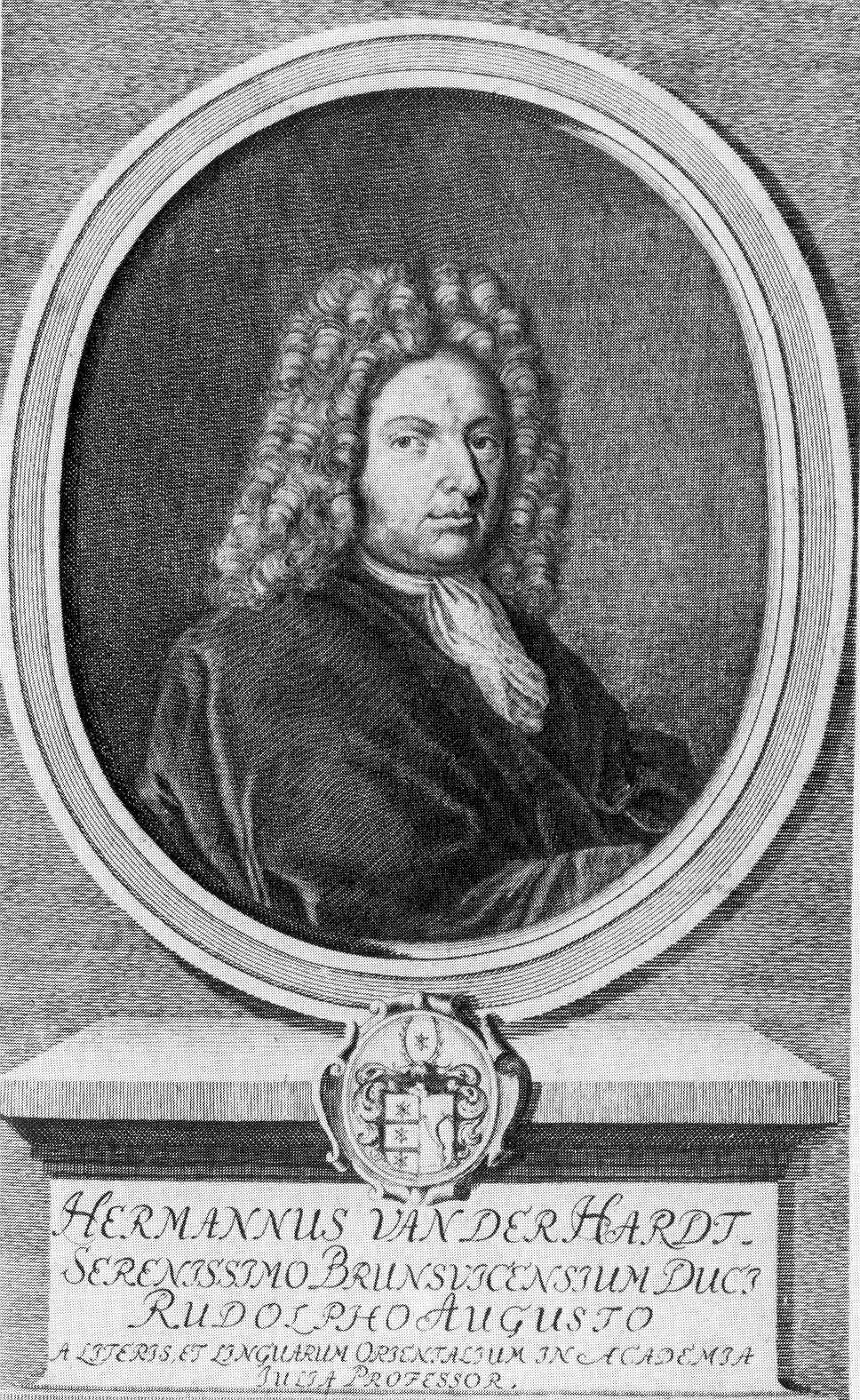
Hermann von der Hardt
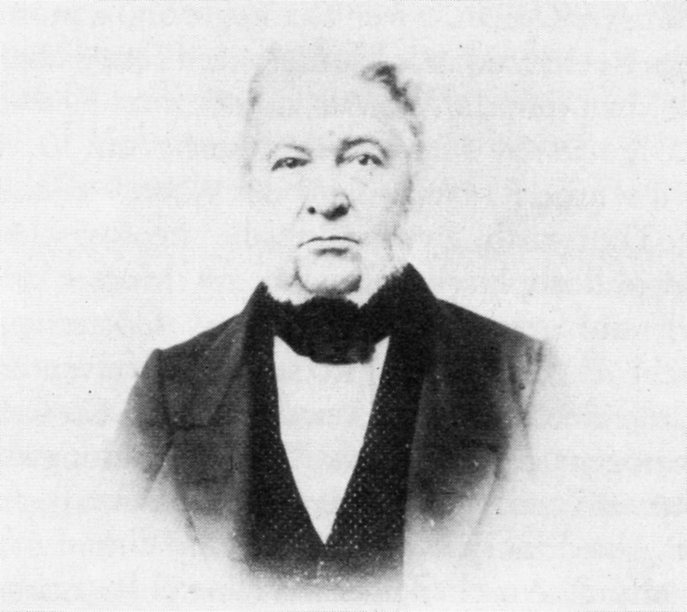
Carl Rosenthal
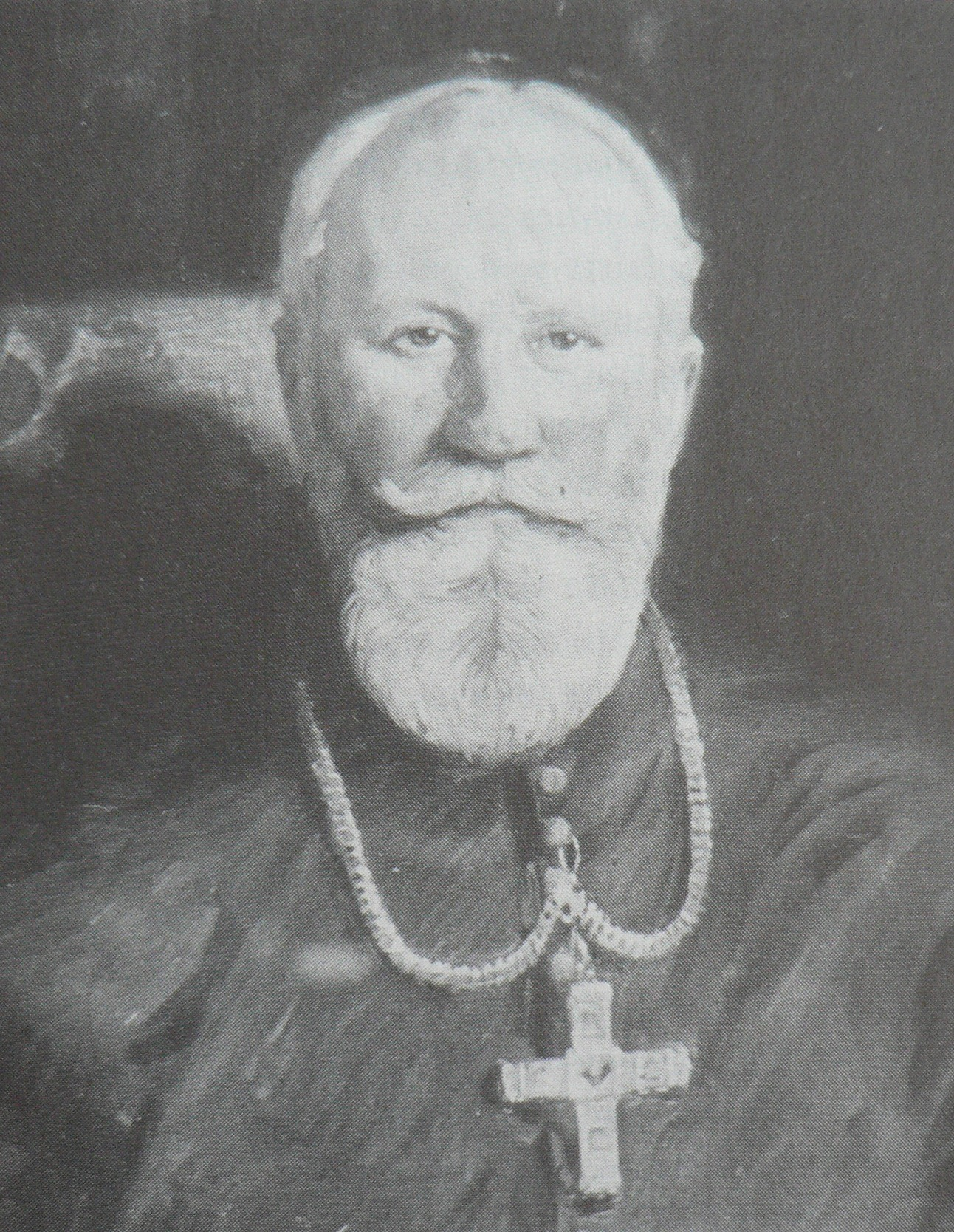
Erzbischof Albert Bitter
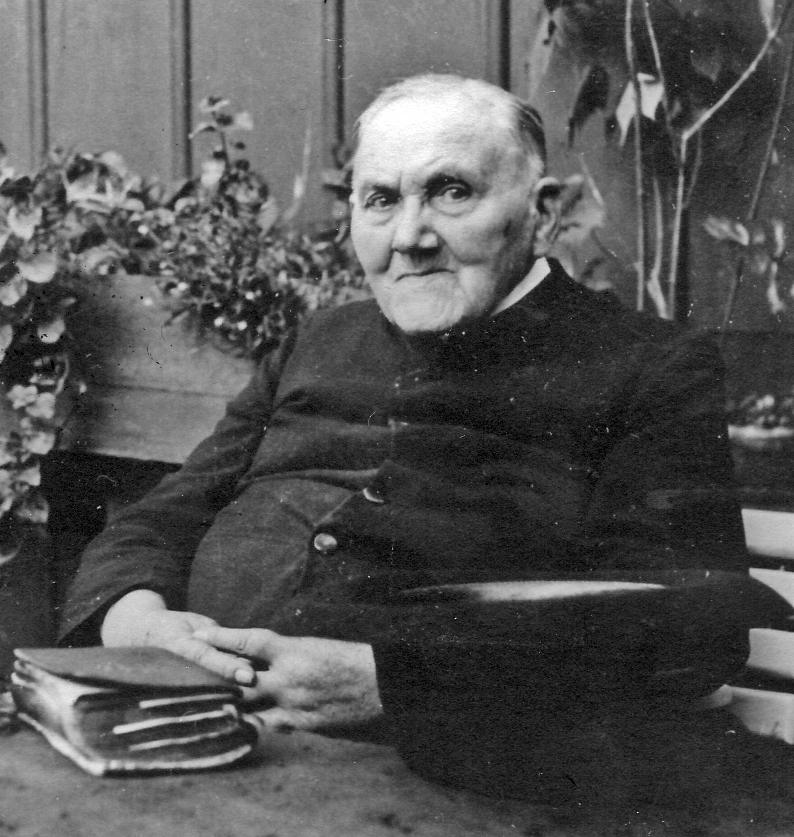
Matthias Rosemann
August Vordemfelde
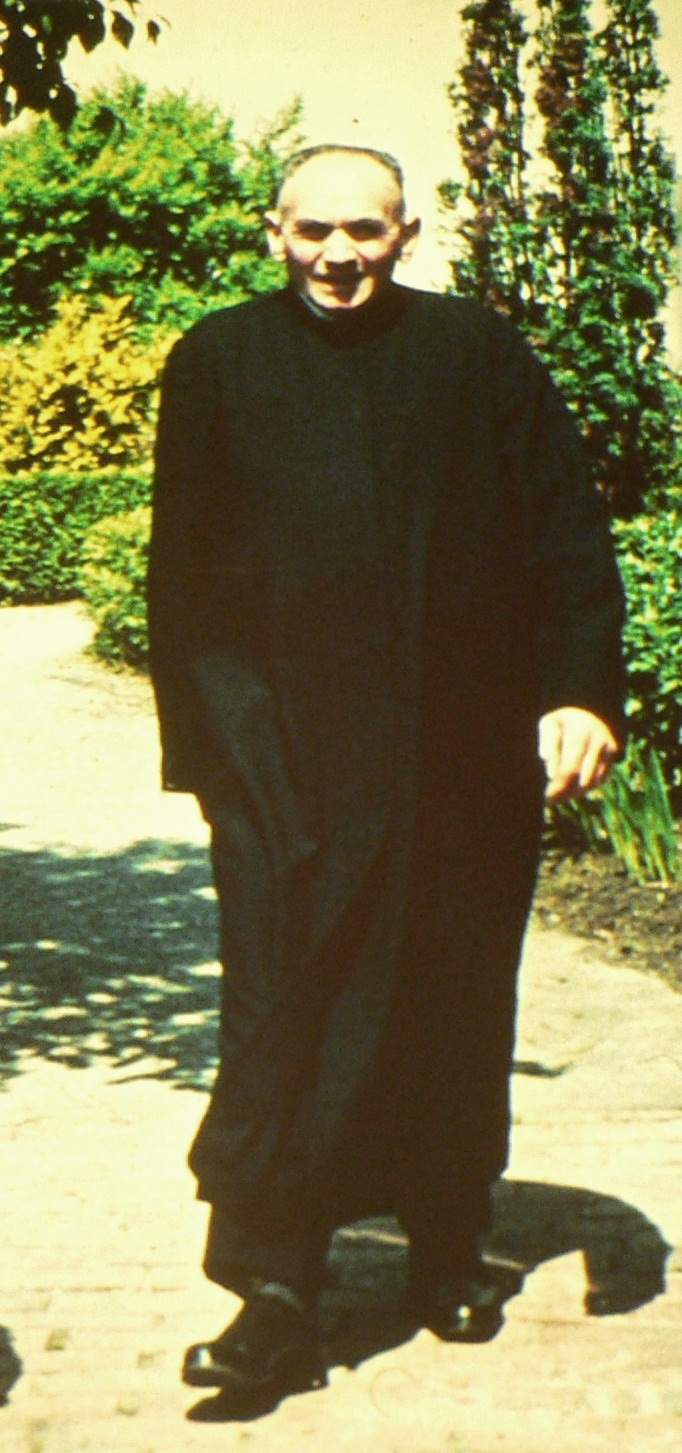
Heinrich Stühlmeyer
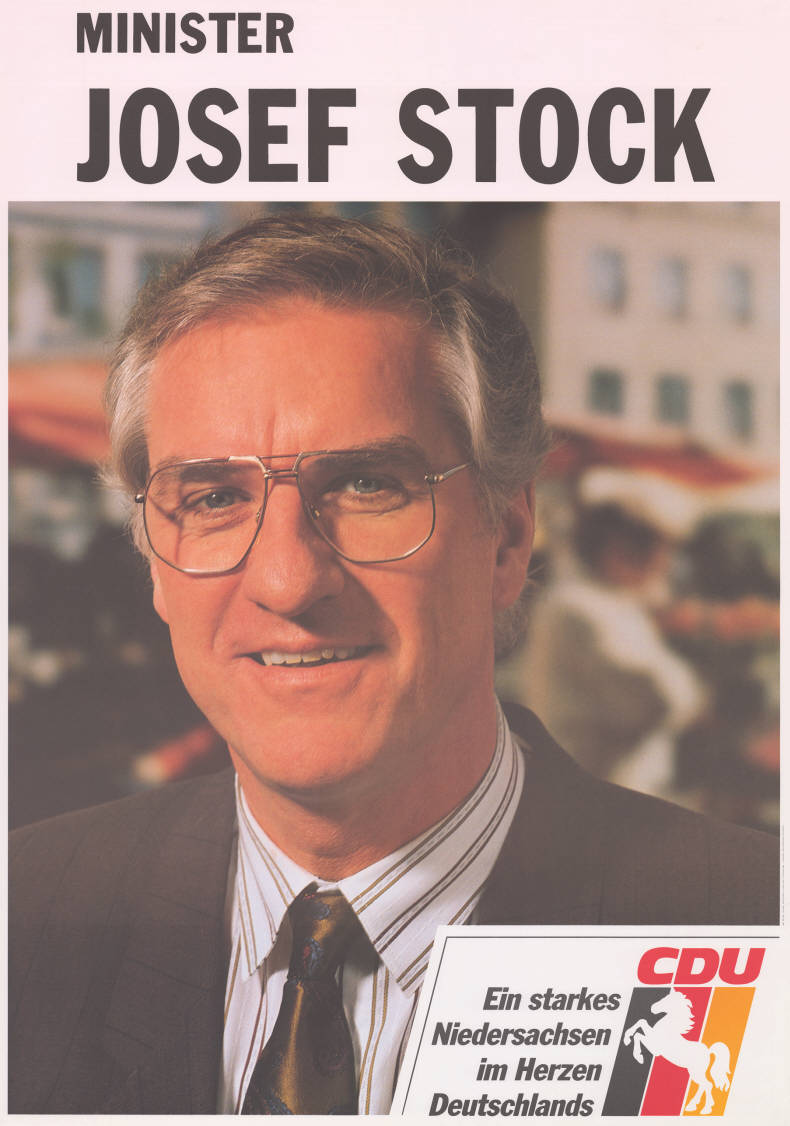
Josef Stock
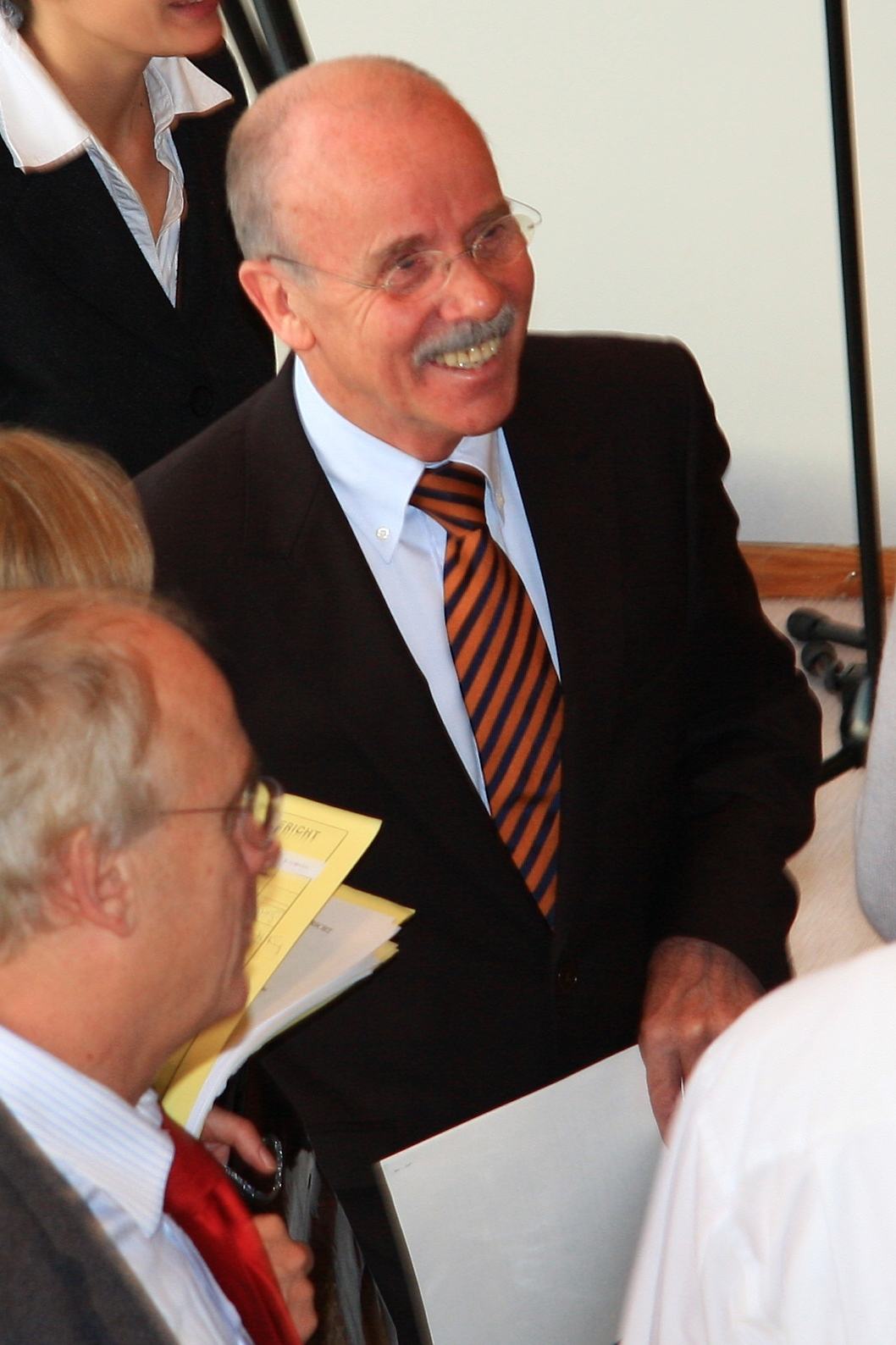
Karl-Dieter Möller
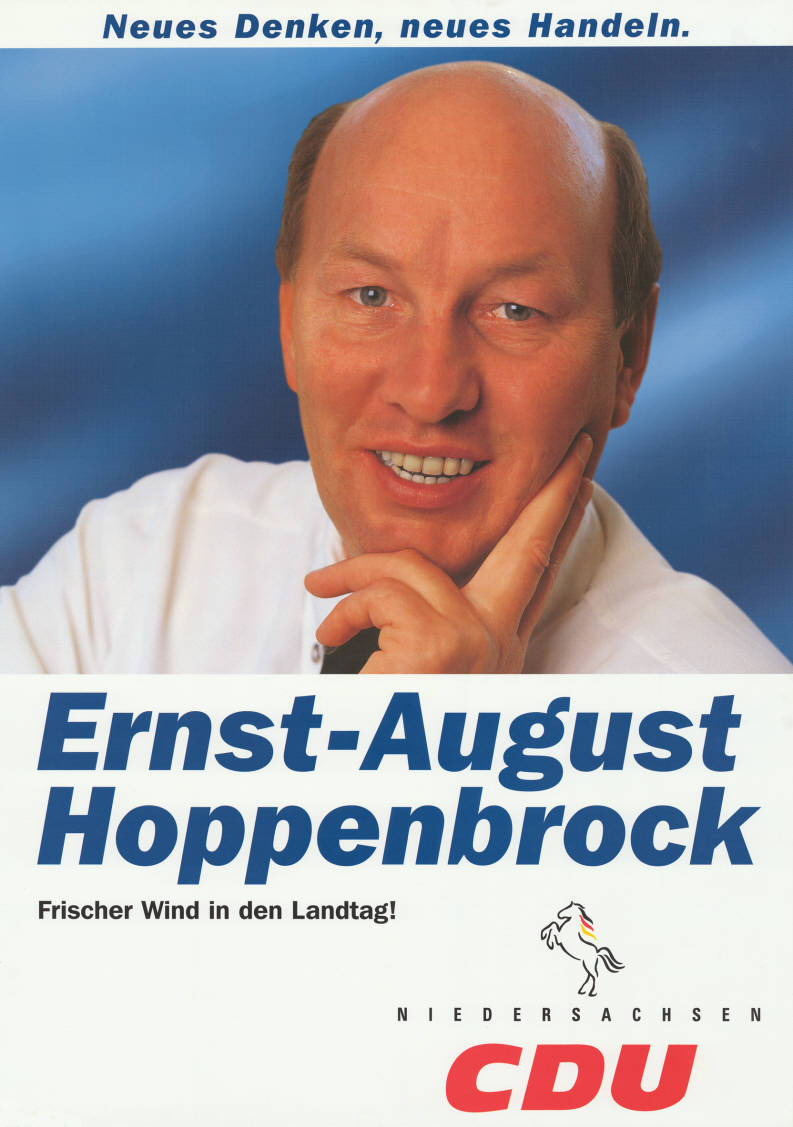
Ernst-August Hoppenbrock
Peter Neubäcker
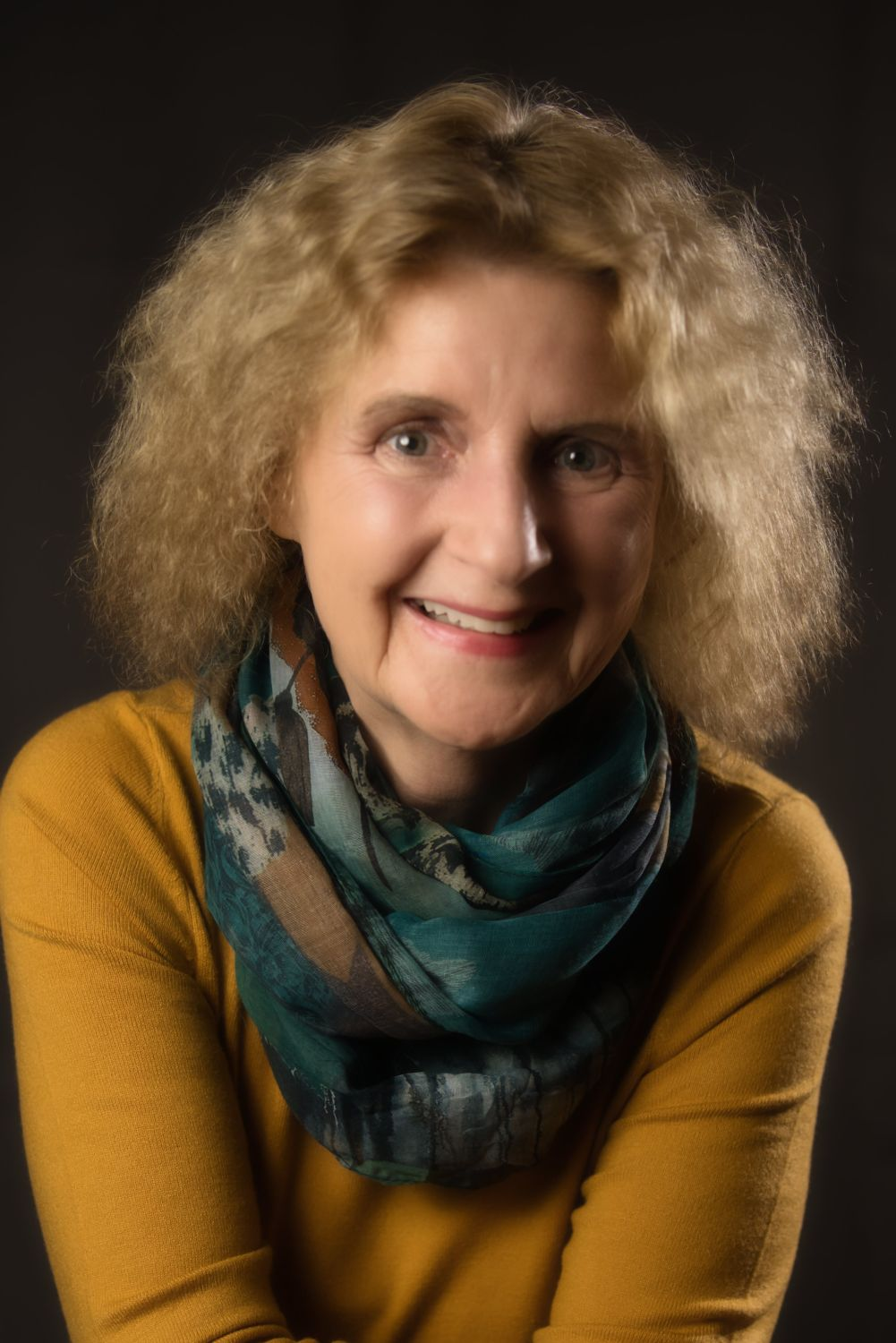
Jutta Weber-Bock
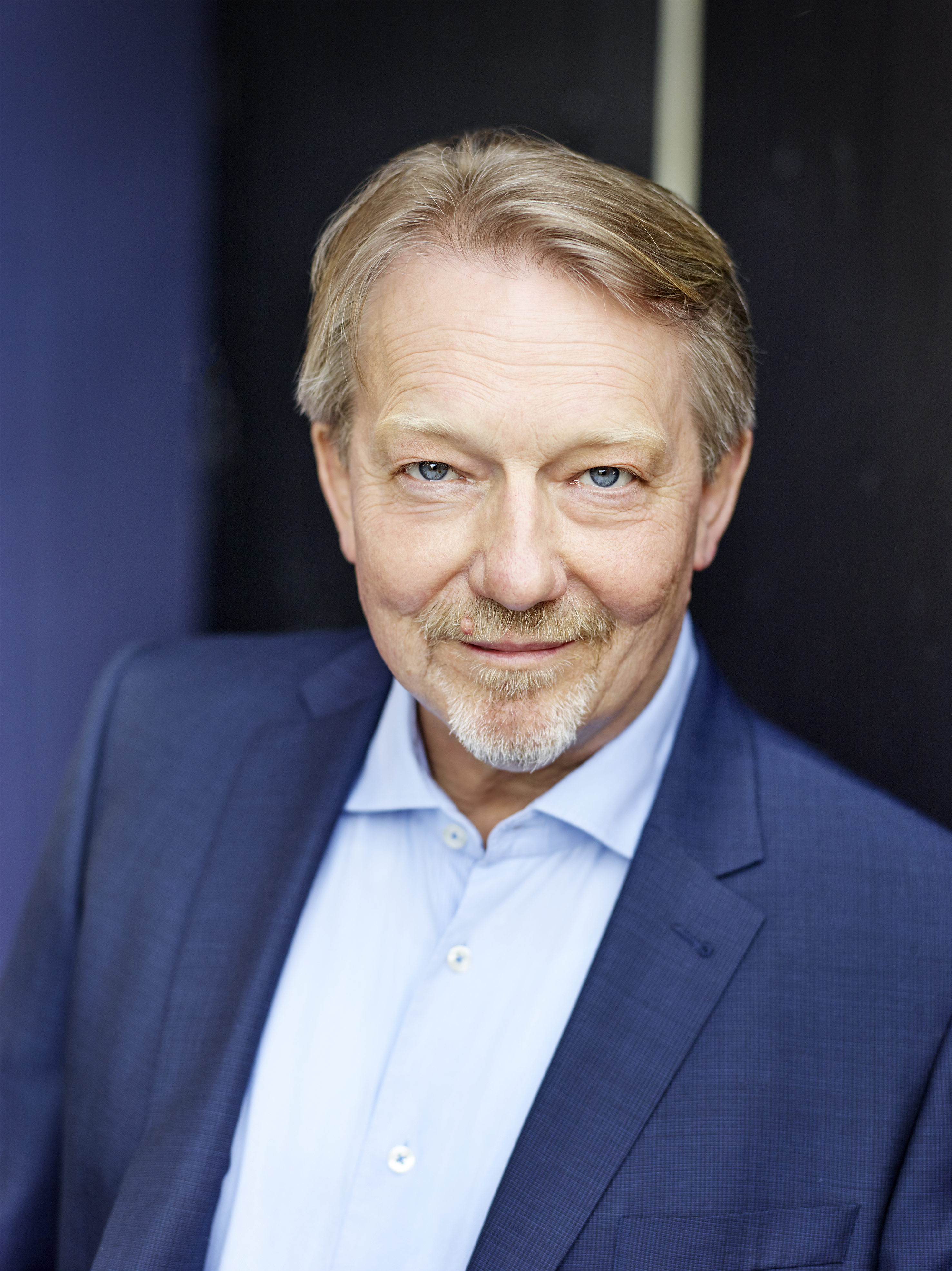
Dietmar Wischmeyer
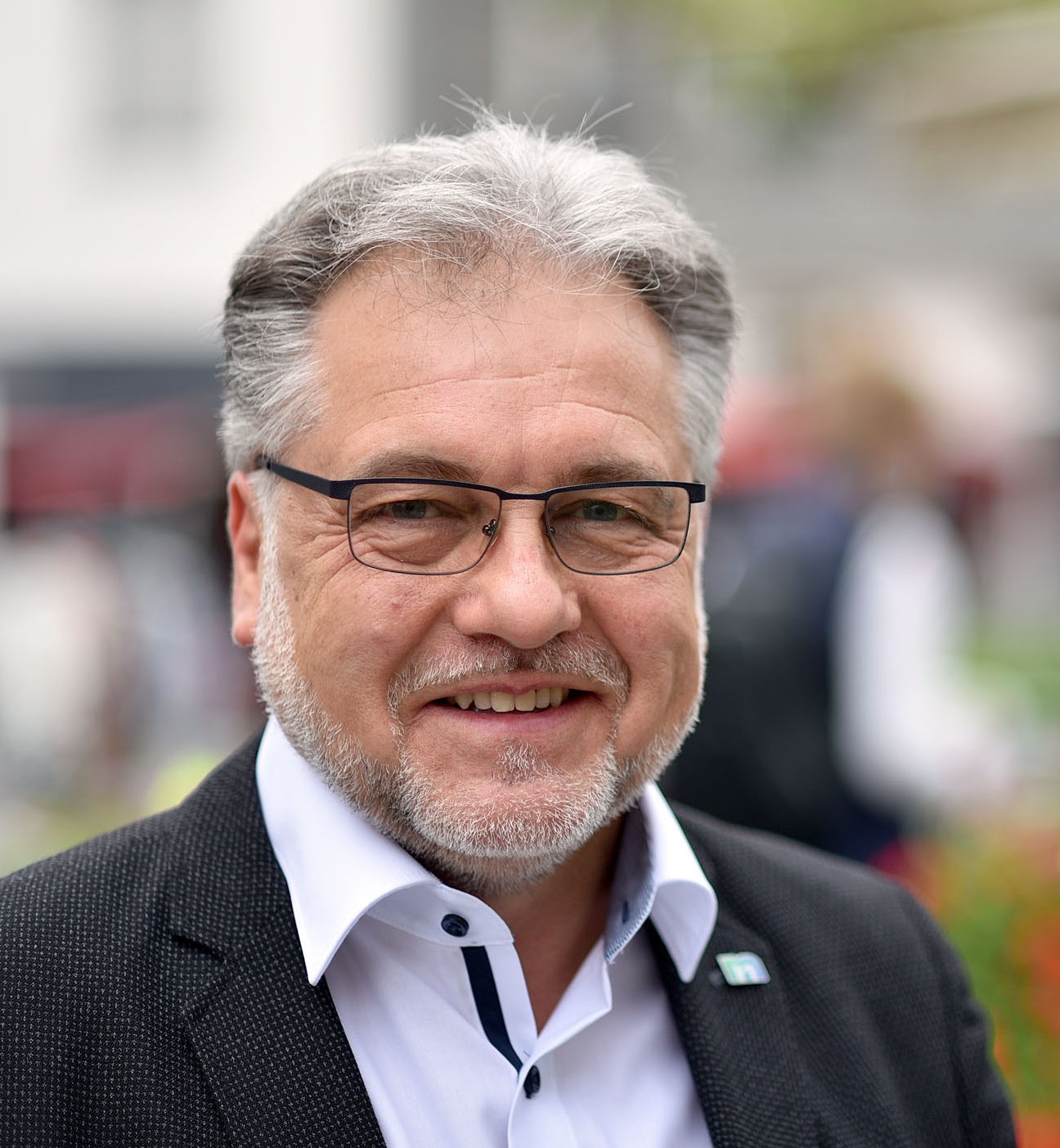
Thomas Dinkelmann
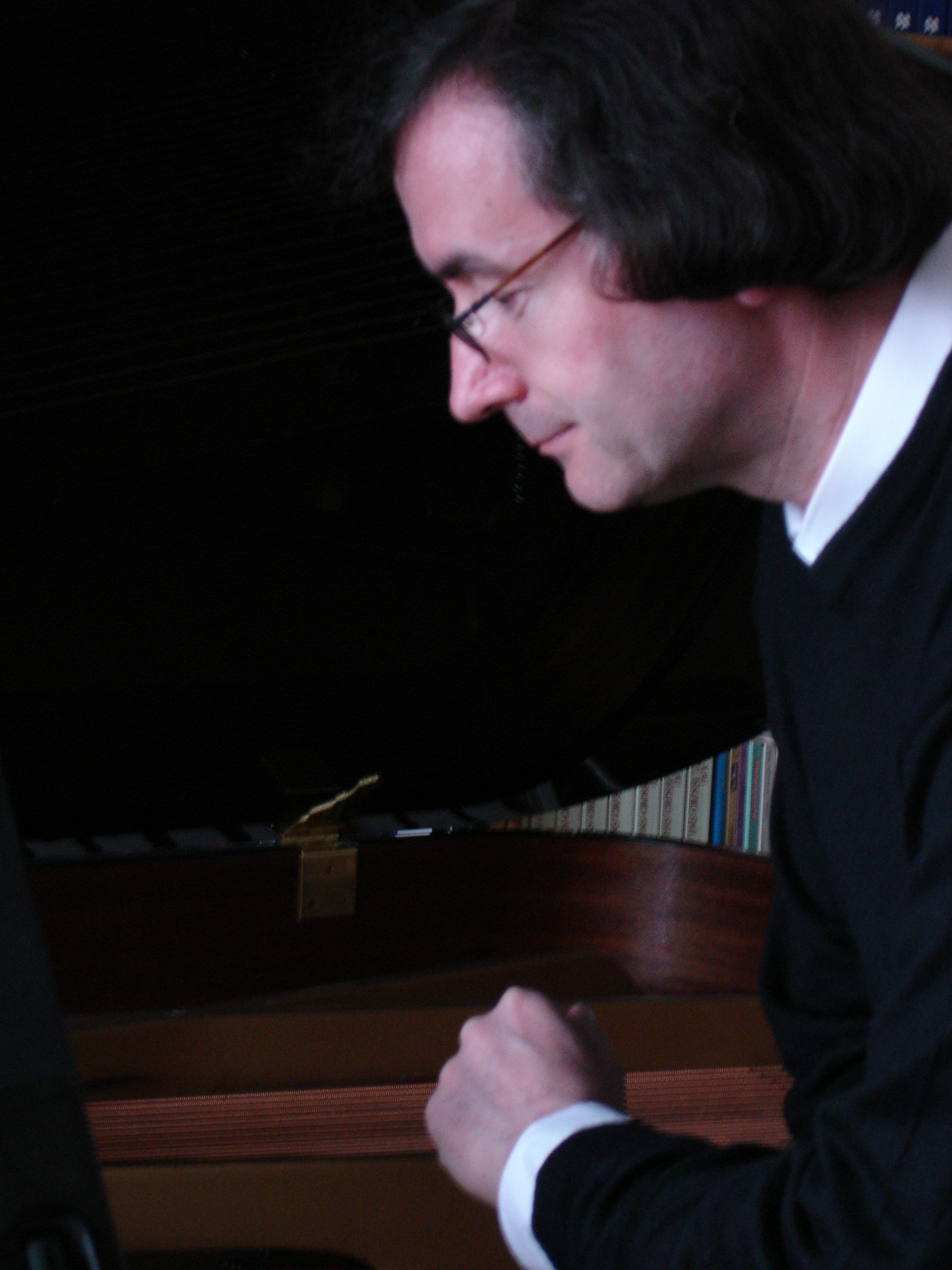
Ludger Stühlmeyer
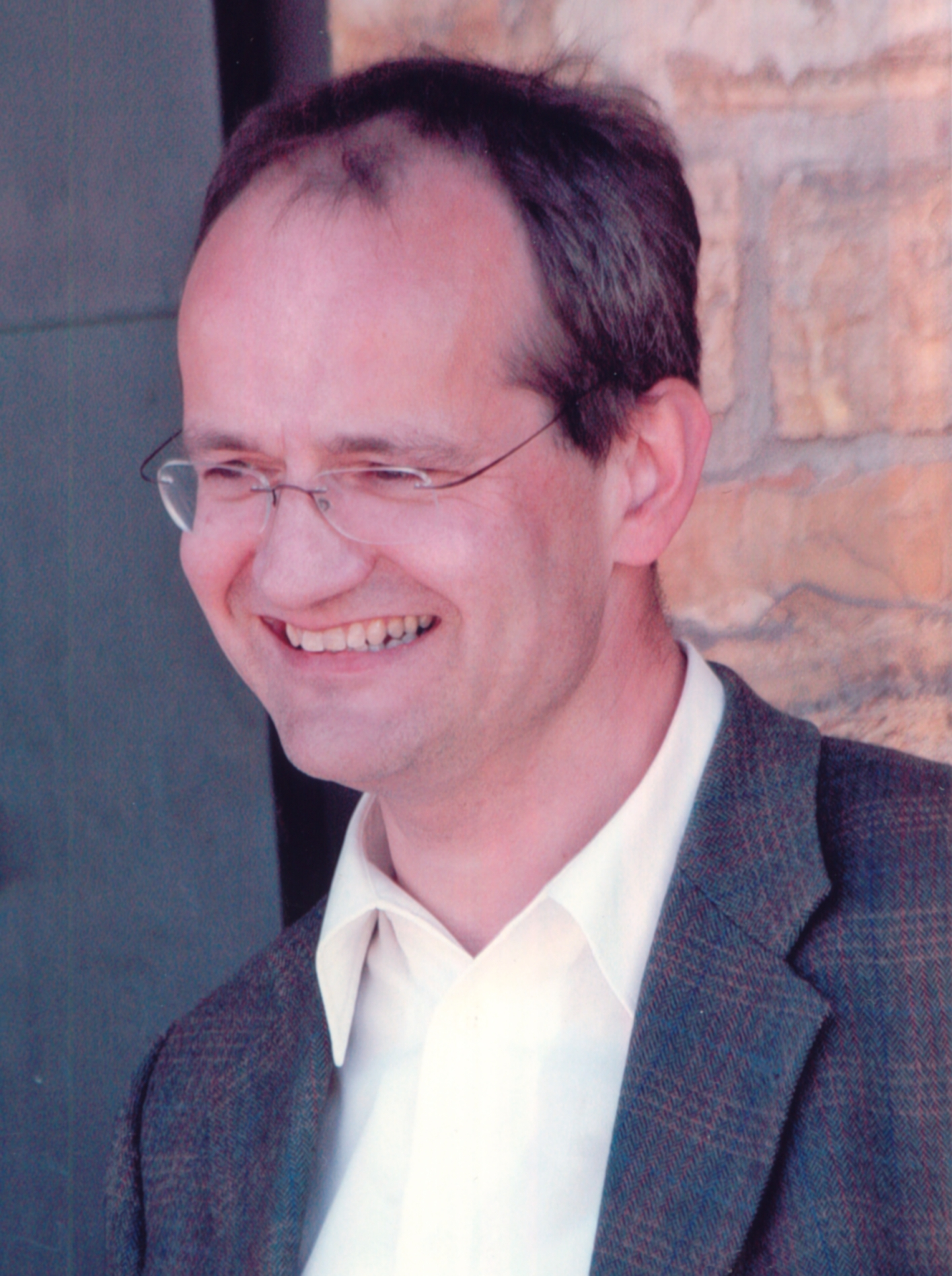
Thomas Stühlmeyer

- Johannes Heringsdorf (1606–1665), Jesuit und Kirchenlieddichter
- Johann Lucas Pestorf (1638–1693), Theologe, Generalsuperintendent und Abt
- Hermann von der Hardt (1660–1746), Historiker und Orientalist
- Johann Erdwin Christoph Ebermaier (1769–1825), Mediziner und Botaniker
- Carl Rosenthal (1803–1877), Pädagoge
- Eduard Niemann (1804–1884), Theologe, Mitglied des Konsistoriums in Hannover und Generalsuperintendent
- Karl Wedekind (1809–1881), Unternehmer und Mäzen
- Ludwig von Hammerstein (1832–1905), Jesuitenpater und geistlicher Schriftsteller
- Albert Bitter (1848–1926), Apostolischer Vikar von Schweden, Erzbischof in Stockholm
- Otto von Pestel (1848–1919), Landrat des Landkreises Melle und preußischer Politiker
- Karl Korthaus (1859–1933), Genossenschaftsgründer, Verbandsfunktionär und Politiker (Zentrum)
- Josef Liese (1866–1939), Gymnasiallehrer, Heimatforscher und Prähistoriker
- Matthias Rosemann (1866–1961), Dechant, ältester amtierender Pfarrer Deutschlands
- August Vordemfelde (1880–1972), Kleiderfabrikant und Politiker (DNVP), NSDAP (1933–1945); geboren im Stadtteil Westerhausen
- Ludwig Münchmeyer (1885–1947), Pastor auf der Nordseeinsel Borkum und Reichsredner der NSDAP; geboren im Ortsteil Hoyel
- Josef Weber (1886–1972), Pädagoge und Politiker (Zentrum, CDU), Minister des Landes Nordrhein-Westfalen; geboren im Stadtteil Riemsloh
- Friedrich Steffen (1891–1964), Politiker, Abgeordneter im Landtag von Niedersachsen; geboren im Stadtteil Bulsten
- Wilhelm Fredemann (1897–1984), Rektor, Schriftsteller und Historiker
- Hermann Althaus (1899–1966), leitender Sozialbeamter und SS-Oberführer während des Nationalsozialismus; geboren im Stadtteil Hoyel
- Fritz Wilhelm Hardach (1902–1976), Kaufmann, Wirtschaftsprüfer und Industriemanager
- Heinrich Stühlmeyer (1907–1978), Custos, Kantor und Stiller Held des Widerstands
- Albert Lütkemeyer (1911–1947), SS-Hauptsturmführer und Schutzhaftlagerführer im KZ Neuengamme; geboren im Stadtteil Wellingholzhausen
- Ilse Losa (1913–2006), Schriftstellerin und Verlagslektorin; Jüdin, die kritisch gegen Adolf Hitler Stellung bezog
- Karl-Hermann Hensiek (1914–1981), SS-Hauptsturmführer, Landwirt und Ziegeleibesitzer in Barkhausen bei Buer, Kreis Melle
- Willy Potthoff (1925–2006), Reformpädagoge, Professor und Rektor der Pädagogischen Hochschule Freiburg
- Gerd Mayen (1929–2009), Schauspieler und Hörspielsprecher
- Josef Stock (* 1938), ehemaliger Innenminister von Niedersachsen und Bürgermeister in Melle
- Rolf Glittenberg (* 1945), Bühnenbildner
- Karl-Dieter Möller (* 1945), ehemaliger Fernsehjournalist, bis 2010 justizpolitischer Korrespondent der ARD
- Beate Tönsing (* 1945),  Politikerin (SPD) und Mitglied des Niedersächsischen Landtages
- Hermann Rohling (* 1946), Mathematiker und Hochschullehrer
- Ernst-August Hoppenbrock (* 1948), Politiker (CDU)
- Christoph Büttner (* 1949), Admiralstabsarzt der Bundeswehr
- Ulrich Schröder (1952–2018), Bankmanager, Vorstandsvorsitzender der KfW Bankengruppe
- Peter Neubäcker (* 1953), Musiker und Erfinder
- Jutta Weber-Bock (* 1957), Schriftstellerin
- Dietmar Wischmeyer (* 1957), Rundfunk-Autor, Kolumnist und Satiriker
- Christine Eichel (* 1959), Journalistin und Schriftstellerin
- Thomas Dinkelmann (* 1959), Politiker (parteilos, ehemals SPD), Bürgermeister von Mettmann
- Ludger Stühlmeyer (* 1961), Musikdirektor, Musikwissenschaftler und Komponist
- Heidrun Schleef (* 1962), Drehbuchautorin und Hochschullehrerin
- Thomas Stühlmeyer (* 1964), Pastoraltheologe und Pfarrer
- Axel Bulthaupt (* 1966), Fernsehmoderator der ARD und des MDR
- Jörg Bode (* 1969), Fußballer
- Karim Köster (* 1973), Schauspieler
- Lars Schiersand (* 1975), Fußballer
- Mehmet Yozgatlı (* 1979), türkischer Fußballprofi
- Thomas Kröger (* 1979), Volleyball-Nationalspieler
- Anja Brinker (* 1991), Kunstturnerin, Medaillengewinnerin der Europameisterschaften und der Olympischen Spiele
- Aytürk Geçim (* 1995), deutscher Futsalnationalspieler
- Aaron Brömmelhaup (* 2000), Schauspieler

## Personen, die mit Melle in Verbindung stehen

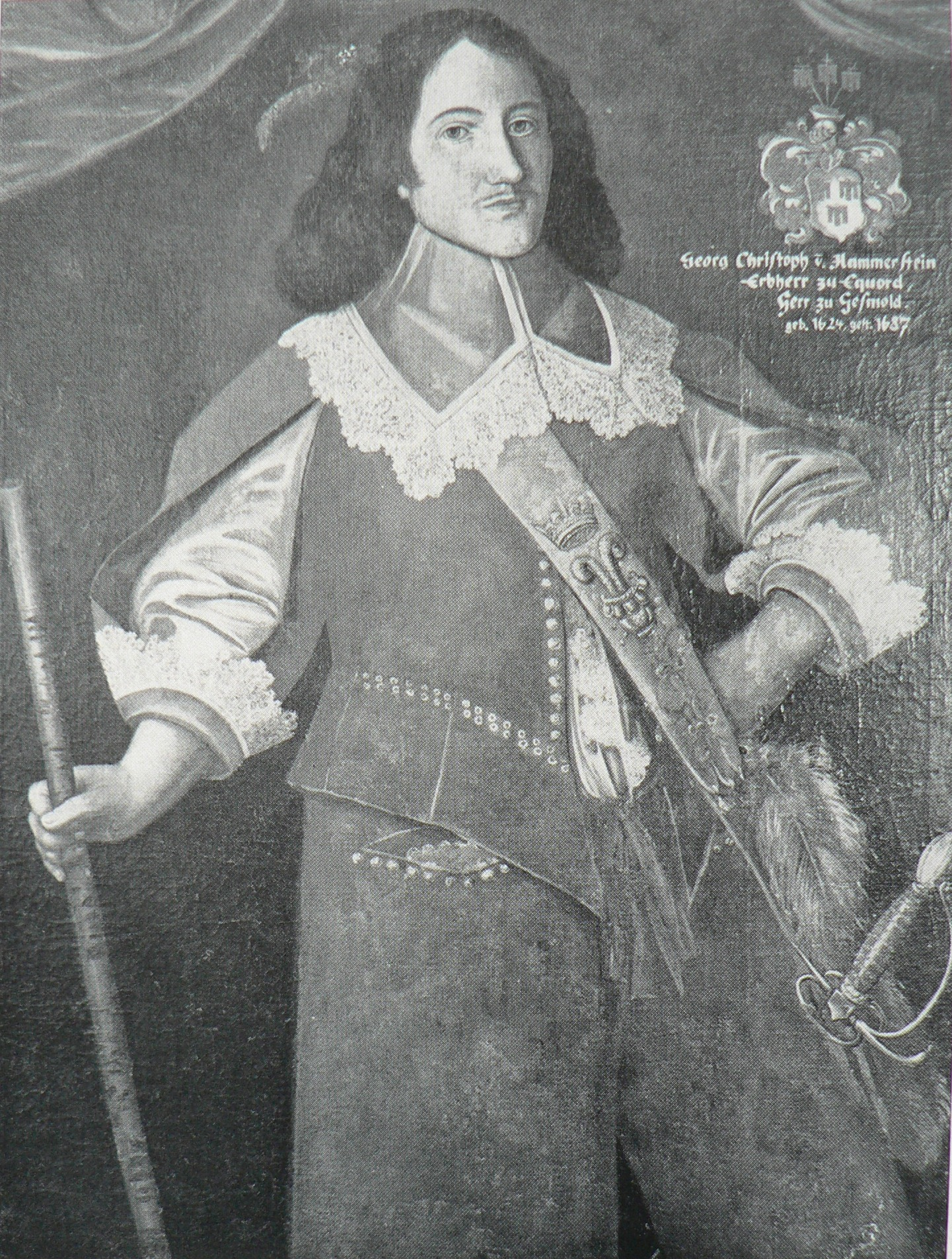
Georg Christoph Freiherr von Hammerstein
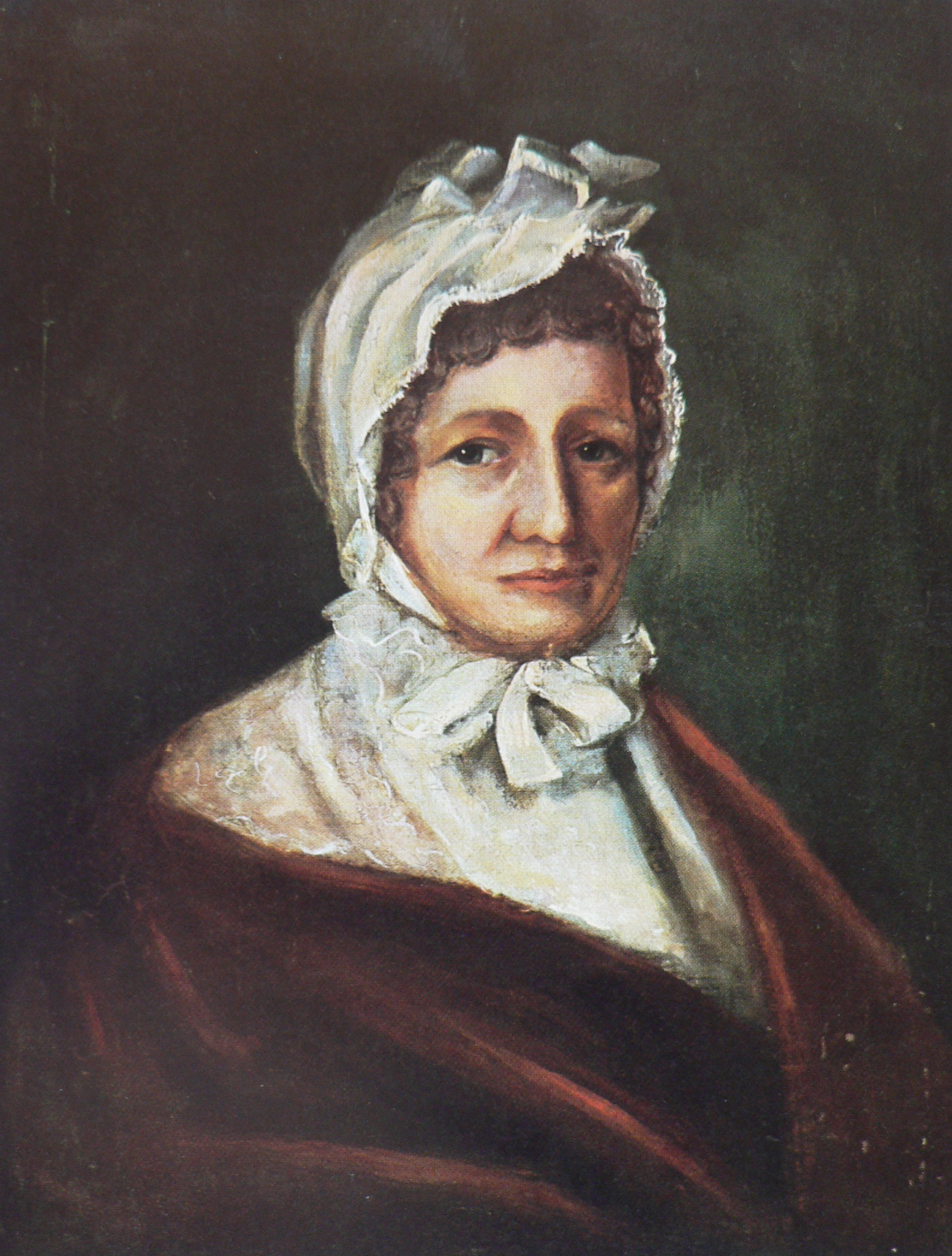
Jenny von Voigts
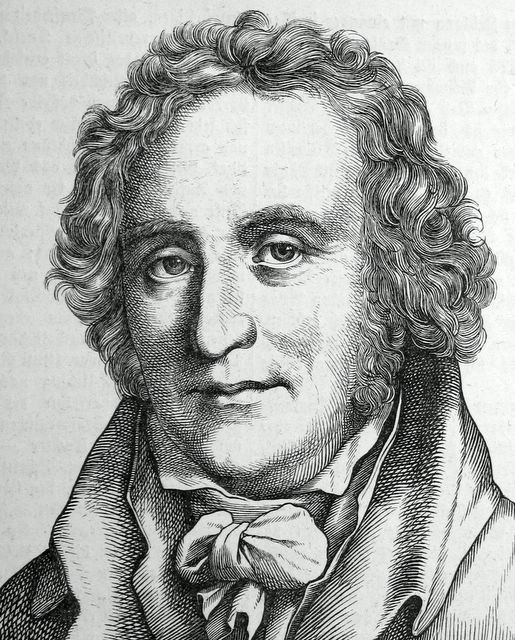
Friedrich Leopold Graf zu Stolberg
Bernard Wieman (rechts am Cello)
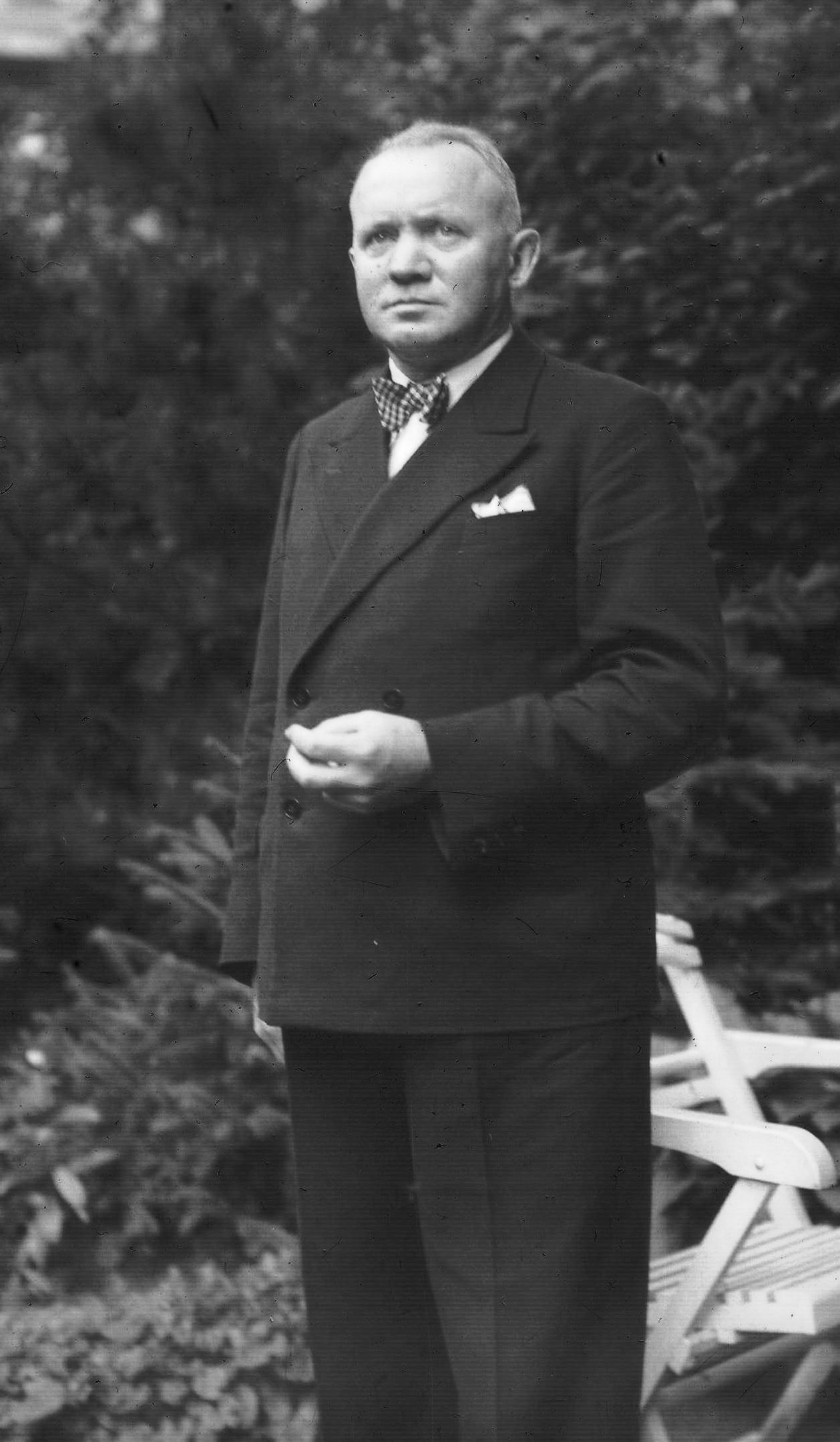
Gerhard Kohnert
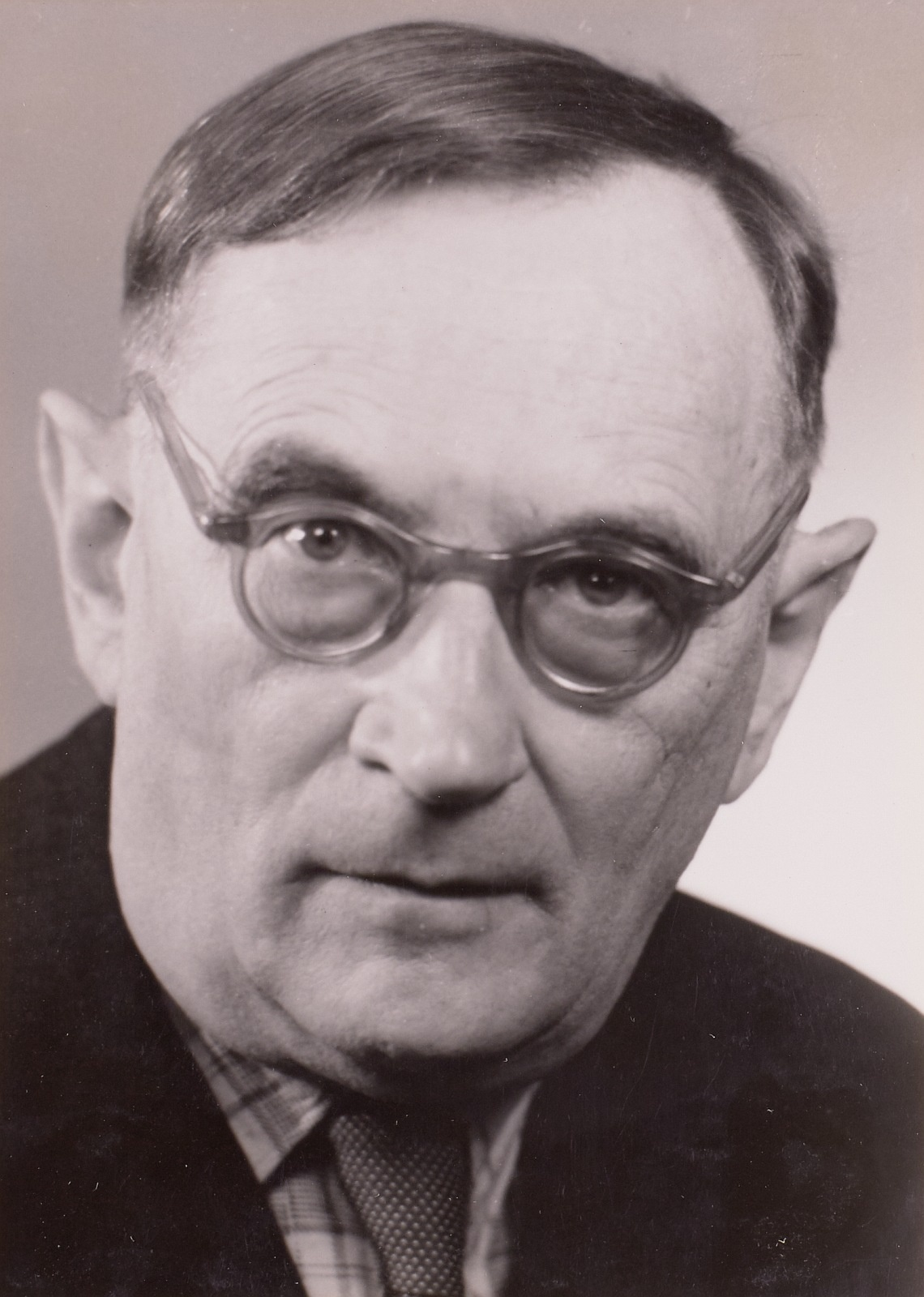
Ludwig Bäte
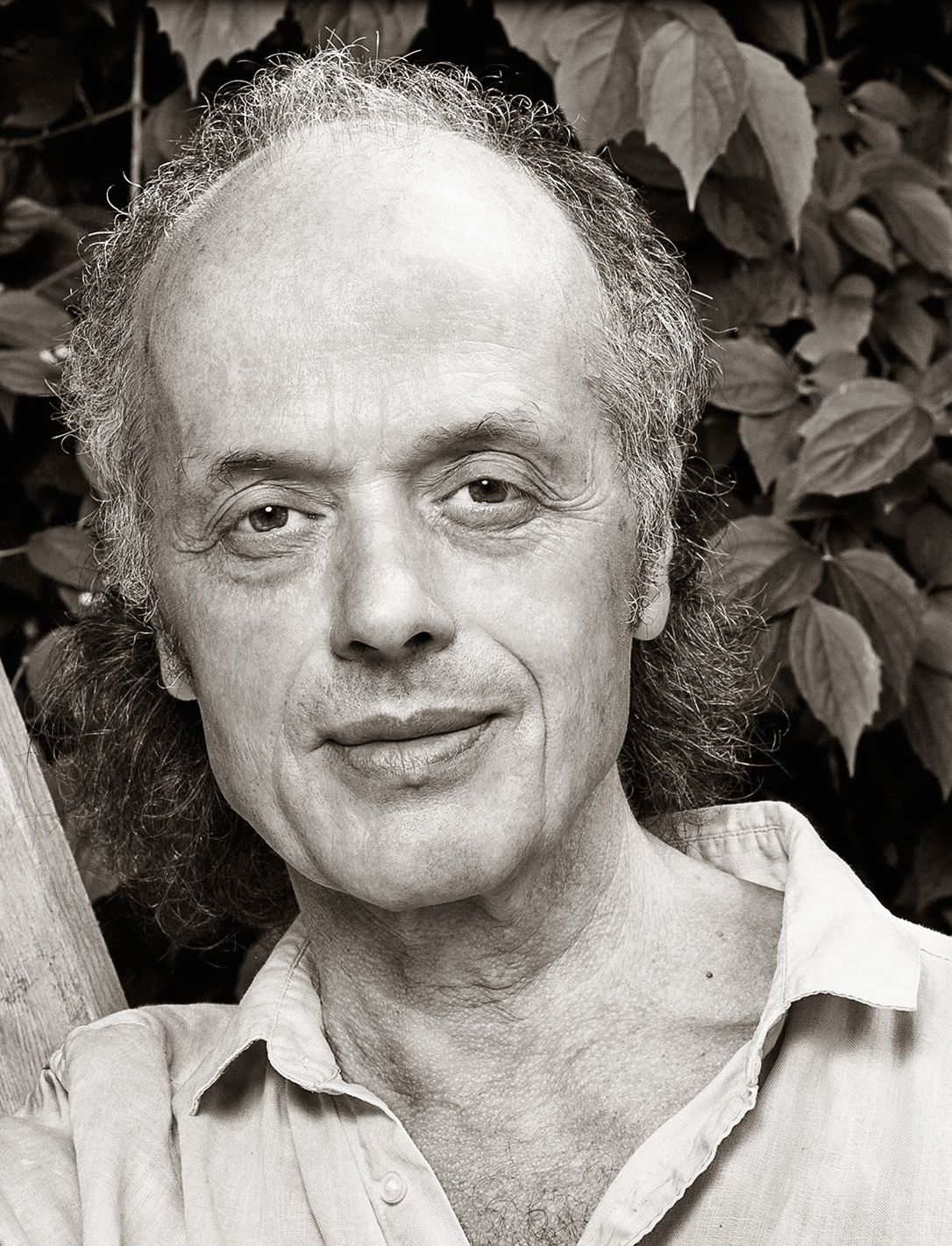
Willem Schulz
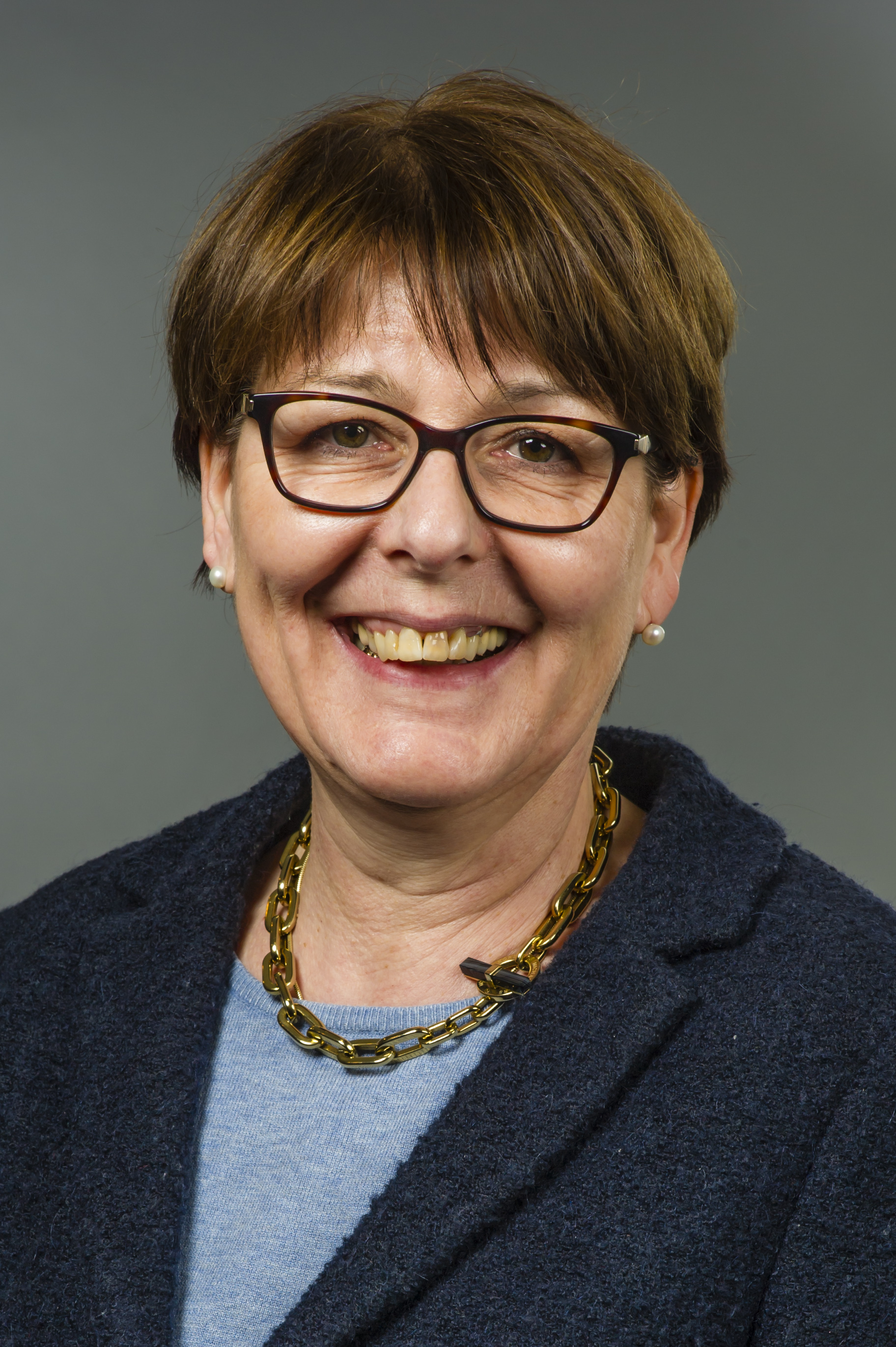
Gerda Hövel
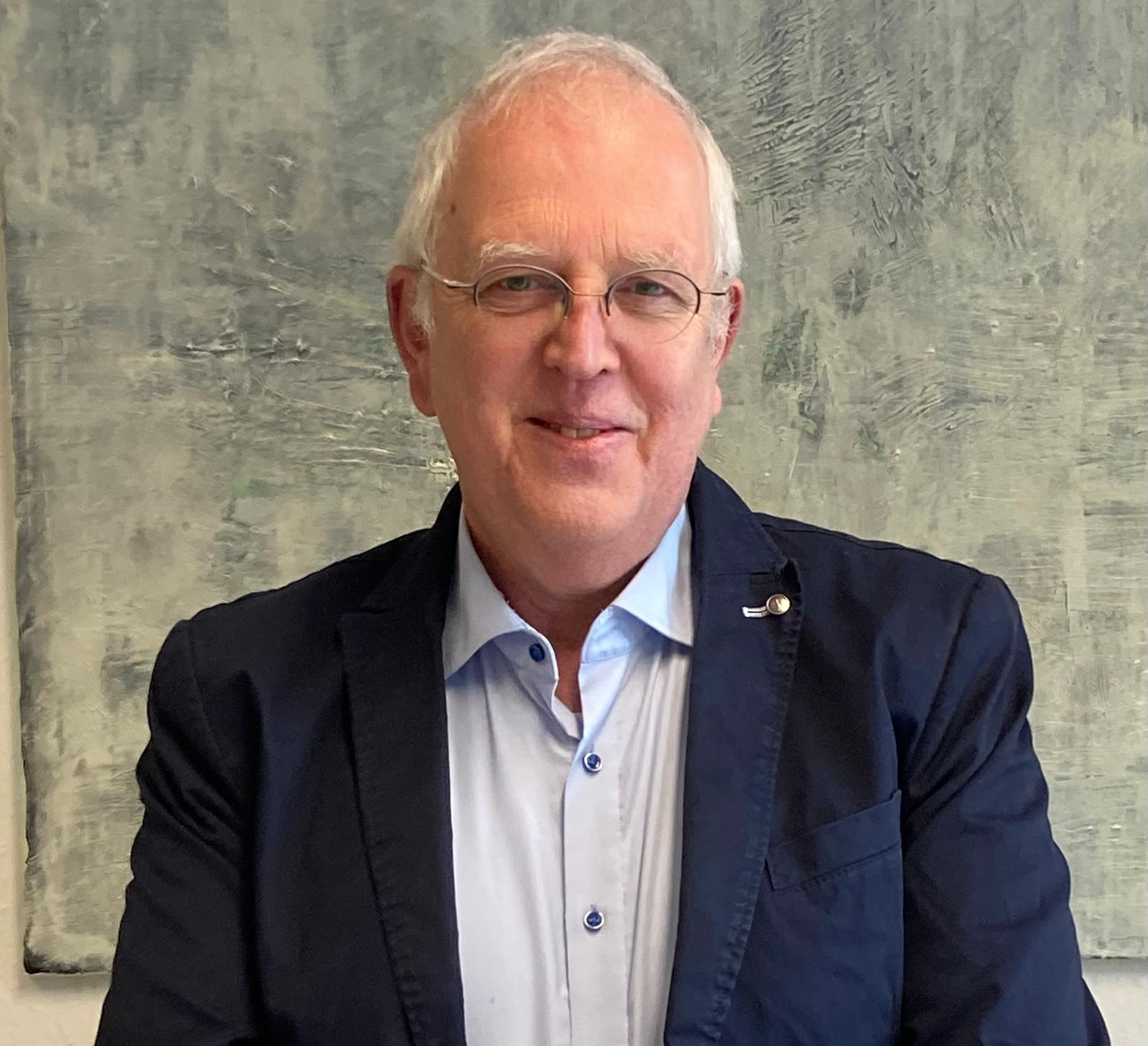
Lothar Mohn
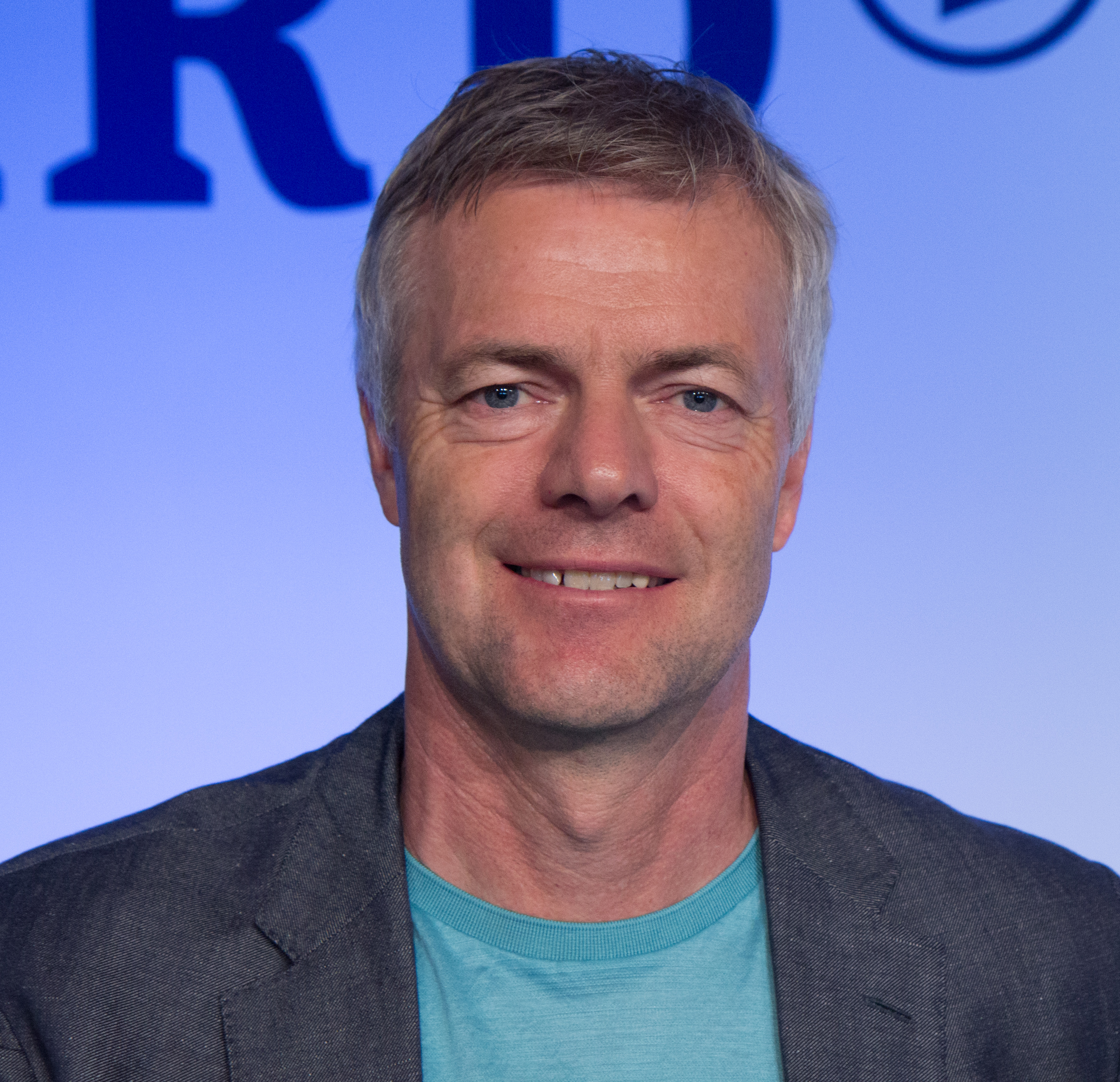
Tom Bartels

- Johannes Kersebroke, 1265 Drost der Grafen von Ravensberg; das Stammhaus der Familie (heute Schloss Brincke) befand sich im Ortsteil Kerßenbrock
- Heinrich von Vincke, Ritter, erwarb das Gut Ostenwalde und trat 1278 dem Grönenberger Ritterbund bei
- Sergius von Plettenberg, erwarb 1388 ein Grundstück in Melle und erbaute das Haus Walle
- Hermann von dem Bussche, Ritter, erwarb um 1400 das Schloss Gesmold
- Hermann von Amelunxen († 1580), Drost des Amtes Grönenberg und Schlossherr von 1540 bis 1575. Beisitzer am Reichskammergericht
- Georg Christoph von Hammerstein (* 1624; † 1687), Hofmarschall, erhielt 1664 durch Tausch vom Bischof von Osnabrück das Schloss Gesmold
- Jenny von Voigts (* 1749; † 1814), Schriftstellerin, lebte seit ihrer Heirat 1768 auf dem Familienbesitz Haus vor Melle
- Friedrich Leopold zu Stolberg-Stolberg (* 1750; † 1819), Jurist, Diplomat, Dichter und Schriftsteller; verbrachte seinen Lebensabend auf dem Gut Sondermühlen
- Walter von Vincke (* 1854 † 1920), Gutsbesitzer von Ostenwalde
- Bernard Wieman (* 1872; † 1940), Jurist und Schriftsteller, Zivilrichter in Melle
- Julia von Bodelschwingh (* 1874; † 1954 in Westerhausen bei Melle) legte mit dem Aufbau und Betrieb einer Webeschule den Grundstein für die heutige Werktherapie in den Bethelschen Anstalten
- Gerhard Kohnert (geb. Kohn) (* 1882; † 1962), Unternehmer, Möbelfabrikant, Kommunalpolitiker und Förderer lokaler kultureller Einrichtungen
- Ludwig von Bar (* 1886; † 1928), Landrat des Landkreises Melle
- Hermann Meyer-Rabingen (* 1887; † 1961), Generalleutnant, Bürgermeister in Melle
- Ludwig Bäte (* 1892; † 1977), Schriftsteller, Lyriker, Kulturhistoriker und Übersetzer; Lehrer zunächst in Riemsloh, dann in Melle von 1912 bis 1928; in dieser Zeit zahlreiche Veröffentlichungen (Biografien, Novellen, Lyrik u. a.)
- Karl Gossel (* 1892; † 1966), von 1928 bis 1934 Landrat des Kreises Melle, danach im Reichsfinanzministerium; mitverantwortlich für die „Behandlung“ der Ostarbeiter in NS-Zwangsarbeitslagern, z. B. durch die Finanzierung dieser Zwangsarbeitslager.[7] Mitglied der Freimaurerloge Johannisloge, Mitglied im NS-Rechtswahrerbund, NS-Altherrenbund, Oberscharführer des NS Kraftfahrerkorps (NSKK),[8] 1948 Oberkreisdirektor im Kreis Melle, von 1957 bis 1965 Mitglied des Deutschen Bundestages (CDU Niedersachsen)
- August Hoppenbrock (* 1905 – † 1976), Ortsgruppenleiter der NSDAP im Stadtteil Gerden; 1955–1967, CDU-Abgeordneter des Niedersächsischen Landtags
- Erich Gust alias Franz Giese (* 1909; † 1992), SS-Obersturmführer, KZ-Aufseher und  Schutzhaftlagerführer im KZ Buchenwald; lebte unter falscher Identität ab 1966 als Chef des Restaurants Heimathof in Melle[9][10][11]
- Erich Engelbrecht (* 1928; † 2011), Meller Bildhauer
- Harding Meyer (* 1928; † 2018), Theologe und Professor; lebte im Ruhestand in Melle
- Heinrich Egon Weber (* 1932; † 2020), Vegetationskundler, Musikwissenschaftler und Hochschullehrer; war Studienrat am Gymnasium Melle
- Horst Szymaniak genannt „Schimmi“ (* 1934; † 2009), Fußballnationalspieler; lebte in Melle und trainierte eine Zeitlang die Mannschaft von TuRa Grönenberg Melle
- Fritz-Gerd Mittelstädt (* 1948), Studiendirektor am Gymnasium Melle und Hochschullehrer am Institut für Geographie der Universität Osnabrück
- Willem Schulz, (* 1950), Mitbegründer des Meller Kulturzentrums Wilde Rose
- Gerda Hövel, (* 1954), Politikerin (CDU)
- Lothar Mohn (* 1954), Kantor an der Meller St.-Petri-Kirche
- Tom Bartels (* 1965), Fußballmoderator zunächst bei RTL, heute ARD
- Karsten Mosebach (* 1969), Lehrer am Gymnasium Melle und Fotograf
- Jutta Dettmann, (* 1983), Kommunalpolitikerin (SPD) und Bürgermeisterin